# Chevanceaux
Chevanceaux è un comune francese di 1 113 abitanti situato nel dipartimento della Charente Marittima nella regione della Nuova Aquitania.

## Società

### Evoluzione demografica
Abitanti censiti